# NGC 6515
NGC 6515 este o galaxie situată în constelația Dragonul. A fost descoperită în 2 iulie 1884 de către Lewis A. Swift.